# كريستينا بيدرسن (لاعبة كرة يد)
كريستينا بيدرسن (15 ديسمبر 1982 في الدنمارك - ) (بالدنماركية: Christina Pedersen)‏ هي لاعبة كرة يد دانمركية في مركز حارس مرمى ‏. شاركت في الألعاب الأولمبية الصيفية 2012. ولعبت مع Frederiksberg IF ‏.

## وصلات خارجية
- كريستينا بيدرسن على موقع الاتحاد الأوروبي لكرة اليد (الإنجليزية)
- كريستينا بيدرسن على موقع أوليمبيديا (الإنجليزية)